# جيل جونز (مغنية)
جيل جونز (بالإنجليزية: Jill Jones)‏ هي ملحنة ومغنية مؤلفة ومغنية أمريكية، ولدت في 11 يوليو 1962 في لبنان في الولايات المتحدة.

## وصلات خارجية
- الموقع الرسمي
- جيل جونز على موقع IMDb (الإنجليزية)
- جيل جونز على موقع ميوزك برينز (الإنجليزية)
- جيل جونز على موقع أول ميوزيك (الإنجليزية)
- جيل جونز على موقع ديسكوغز (الإنجليزية)
- جيل جونز على موقع قاعدة بيانات الفيلم (الإنجليزية)